# Comuna Kameanka, Oceac
Kameanka (în ucraineană Кам'янка) este o comună în raionul Oceac, regiunea Mîkolaiiv, Ucraina, formată din satele Balanove, Jovten, Kameanka (reședința), Lîmanne, Nove, Șevcenko și Volodîmîrivka.

## Demografie
Componența lingvistică a comunei Kameanka
     Ucraineană (92,21%)
     Rusă (4,69%)
     Română (1,55%)
     Alte limbi (0,46%)
Conform recensământului din 2001, majoritatea populației comunei Kameanka era vorbitoare de ucraineană (92,21%), existând în minoritate și vorbitori de rusă (4,69%) și română (1,55%).